# وزارت محیط زیست و آب (بلغارستان)
وزارت محیط زیست و آب (بلغاری: Министерство на околната среда и водите) یک وزارتخانه دولتی بلغارستان است که مسئول حفاظت محیط زیست این کشور می‌باشد.
این وزارتخانه که در ۱۹ ژوئن ۱۹۷۶ تأسیس شد، قبلاً تحت نام کمیته حفاظت از محیط زیست وابسته به شورای وزیران فعالیت می‌کرد، اما در سال ۱۹۹۰ به وزارت محیط زیست تبدیل شد و از سال ۱۹۹۷ تا کنون ساختار فعلی خود را حفظ کرده‌است.